# Euphorbia furcata
Euphorbia furcata är en törelväxtart som beskrevs av Nicholas Edward Brown. Euphorbia furcata ingår i släktet törlar, och familjen törelväxter. Inga underarter finns listade i Catalogue of Life.

## Bildgalleri

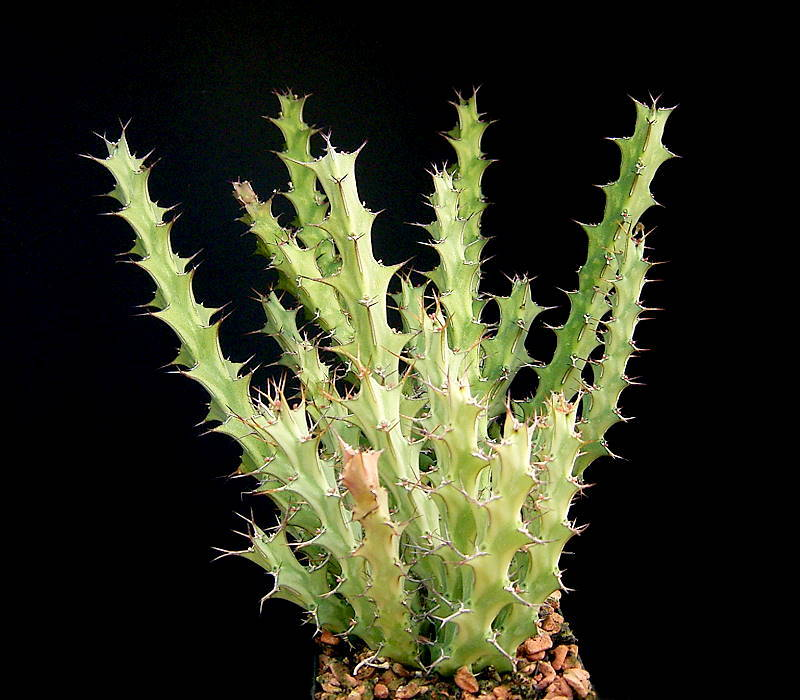
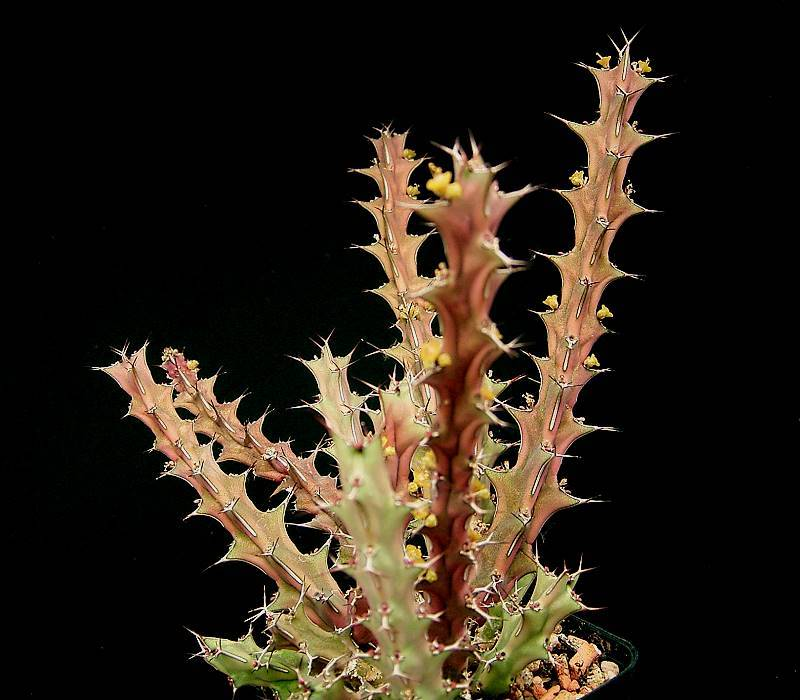
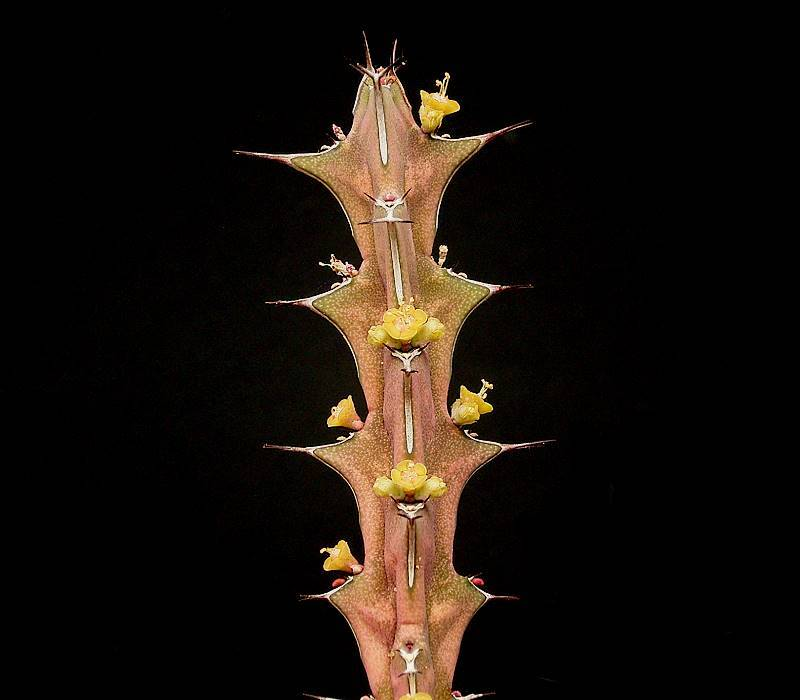